# Dirk Werner
Dirk Werner (25 de mayo de 1981, Hannover, Alemania) es un piloto de automovilismo de velocidad alemán que ha competido al más alto nivel en gran turismos. Fue campeón de la clase GT de la Grand-Am Rolex Sports Car Series en 2007 y 2009, y obtuvo podios en varias de las carreras de resistencias más prestigiosas, como las 24 Horas de Daytona, las 24 Horas de Spa, las 24 Horas de Nürburgring, las 12 Horas de Sebring y Petit Le Mans.

## Etapa formativa
Werner debutó en el karting alemán en el año 1991. En 1998 ascendió a la Fórmula BMW Alemana, donde resultó tercero; más tarde participó en la Fórmula König y logró el subcampeonato en 2000. Allí dejó sus aspiraciones en monoplazas y pasó a competir en monomarcas de turismos. En 2002 fue campeón de la Copa Ford Puma y 2003 hizo lo mismo en el Trofeo Renault Clio V6. También en 2002, obtuvo la victoria de clase y la 16.ª colocación absoluta en las 24 Horas de Nürburgring.

## Porsche (2004-2009)
En 2004, Werner progresó a la Supercopa Porsche y finalizó tercero en el campeonato. Al año siguiente compitió esporádicamente en la categoría, aunque logró su primera victoria en ella. En 2006, pasó a correr la Copa Porsche Alemania, donde venció a Uwe Alzen en la lucha por el título. También llegó tercero en la clase GT de las 24 Horas de Daytona en un Porsche 911 de Farnbacher Loles.
Al no conseguir butaca oficial en el automovilismo europeo, Werner se mudó a Estados Unidos en 2007 y se unió al equipo Farnbacher-Loles de la serie Grand-Am, para el que pilotó un Porsche 911 de la clase GT con Bryce Miller como compañero de butaca habitual. Ganó una carrera y subió al podio en 10 de 13, lo cual le significó obtener el título. También llegó cuarto en GT2 en las 12 Horas de Sebring, nuevamente en un Porsche 911 de Farnbacher-Loles.
Con idéntica montura y acompañado habitualmente de Miller o Dominik Farnbacher, Werner quedó 11º en la serie Grand-Am 2008 con tres podios. También corrió para ese equipo y con un Porsche 911 en los 1000 km de Silverstone de la Le Mans Series, así como en la mayor parte del calendario de la American Le Mans Series, donde sumó una victoria y cinco podios que lo dejaron noveno en el campeonato de pilotos de GT2.
En 2009, Werner disputó la serie Grand-Am para Farnbacher-Loles junto a Leh Keen, y fueron campeones con cuatro victorias y siete podios en 12 carreras. De las cinco fechas de la American Le Mans Series que disputó, se destacaron un tercer lugar en Petit Le Mans y una cuarta posición en Mosport Park. Asimismo, llegó tercero en las 24 Horas de Nürburgring en un Porsche 911 de Manthey, junto a los pilotos Emmanuel Collard, Wolf Henzler y Richard Lietz, y ganó en ese mismo circuito tres carreras del Campeonato de Nürburgring de Resistencia de la VLN.

## BMW (2010-presente)
La marca alemana BMW contrató a Werner como piloto oficial en 2010. Ese año participó en siete carreras del ACO, incluyendo pruebas de la American Le Mans Series, la Le Mans Series y la nueva Copa Intercontinental Le Mans, siempre al volante de un BMW M3 del equipo Schnitzer. Finalizó segundo en las 12 Horas de Sebring, llegó retrasado en las fechas de Paul Ricard y Spa-Francorchamps de la Le Mans Series, abandonó en las 24 Horas de Le Mans, llegó retrasado en los 1000 km de Silverstone, arribó cuarto en Petit Le Mans, y ganó en los 1000 km de Zhuhai. Por otra parte, llegó tercero absoluto en las 24 Horas de Spa, nuevamente en un BMW M3 oficial.
En 2011, Werner reemplazó a Tommy Milner como compañero de butaca de Bill Auberlen en Rahal Letterman Racing, el equipo oficial de BMW en la American Le Mans Series. No ganó ninguna carrera, pero sumó cinco podios en nueve carreras, entre ellos un segundo lugar en Sebring y un tercero en Petit Le Mans, en ambos casos contando como tercer piloto a Augusto Farfus. Ello los dejó quintos en el campeonato de GT2 como tercera mejor pareja. Werner disputó otras dos fechas de la Copa Intercontinental Le Mans además de Sebring y Petit Le Mans para BMW: las 24 Horas de Le Mans, donde abandonó, y las 6 Horas de Imola, donde llegó retrasado.
Werner retornó a Europa en 2012 para diputar el Deutsche Tourenwagen Masters para Schnitzer con un BMW M3 oficial. Con un cuarto puesto y un quinto como mejores resultados, el alemán finalizó noveno en el campeonato. En 2013, obtuvo un segundo lugar y tres octavos como únicos resultados puntuables, quedando así 13º en la tabla de puntos.
El alemán disputó tres fechas de la United SportsCar Championship en 2014 con BMW: las 24 Horas de Daytona, las 12 Horas de Sebring y la Petit Le Mans. En 2015 participó del United SportsCar regularmente con Bill Auberlen. Resultaron subcampeones de la clase GTLM, con dos victorias en Long Beach y Austin, dos segundos puestos y un tercero.

## Resultados

### Campeonato Mundial de Resistencia de la FIA
(Clave) (negrita indica pole position) (cursiva indica vuelta rápida)

| Año  | Escudería       | Clase     | Automóvil       | 1   | 2   | 3   | 4   | 5   | 6   | 7   | 8   | 9   | Pos. | Puntos | Ref.  |
| ---- | --------------- | --------- | --------------- | --- | --- | --- | --- | --- | --- | --- | --- | --- | ---- | ------ | ----- |
| 2017 | Porsche GT Team | LMGTE Pro | Porsche 911 RSR | SIL | SPA | LMS | NÜR | MEX | COA | FUJ | SHA | BHR | NC   | 0      | [ 1 ] |
| 2017 | Porsche GT Team | LMGTE Pro | Porsche 911 RSR | Ret |     |     |     |     |     |     |     |     | NC   | 0      | [ 1 ] |